# Campionati di pugilato dilettanti femminili dell'Unione europea 2017
I Campionati di pugilato dilettanti dell'Unione europea femminili 2017 si sono tenuti a Cascia, Italia, dal 4 al 13 agosto 2017. È stata l'8ª edizione della competizione organizzata dall'organismo di governo europeo del pugilato dilettantistico, EUBC.

## Calendario
La tabella sottostante riporta il calendario delle competizioni.
| Agosto | 4 | 5 | 6 | 7 | 8 | 9 | 10 | 11 | 12 | 13 |
| ------ | - | - | - | - | - | - | -- | -- | -- | -- |
|        | A | P | P | P | P | P |    | SF | F  | P  |

|  | Arrivo/Partenza delegazioni |  | Preliminari, quarti, semifinali |  | Finali |

Il 10 agosto è stato osservato un giorno di riposo.

## Nazioni partecipanti
90 pugili da 19 nazioni hanno partecipato alla manifestazione:
- Bulgaria
- Rep. Ceca
- Inghilterra
- Francia
- Germania
- Danimarca

- Finlandia
- Grecia
- Ungheria
- Irlanda
- Italia
- Lituania

- Moldavia
- Polonia
- Svezia
- Turchia
- Galles
- Paesi Bassi
- Montenegro

## Medagliere
Di seguito le posizioni del medagliere a competizione conclusa:
| Posizione | Paese       | Oro | Argento | Bronzo | Totale |
| --------- | ----------- | --- | ------- | ------ | ------ |
| 1         | Turchia     | 3   | 1       | 0      | 4      |
| 2         | Italia      | 1   | 2       | 6      | 9      |
| 3         | Germania    | 1   | 2       | 1      | 4      |
| 4         | Irlanda     | 1   | 1       | 1      | 3      |
| 5         | Bulgaria    | 1   | 0       | 1      | 2      |
| 6         | Danimarca   | 1   | 0       | 0      | 1      |
| 6         | Finlandia   | 1   | 0       | 0      | 1      |
| 6         | Paesi Bassi | 1   | 0       | 0      | 1      |
| 9         | Polonia     | 0   | 2       | 1      | 3      |
| 10        | Svezia      | 0   | 1       | 1      | 2      |
| 11        | Grecia      | 0   | 1       | 0      | 1      |
| 12        | Inghilterra | 0   | 0       | 3      | 3      |
| 13        | Francia     | 0   | 0       | 2      | 2      |
| 14        | Rep. Ceca   | 0   | 0       | 1      | 1      |
| 14        | Croazia     | 0   | 0       | 1      | 1      |
| Totale    | Totale      | 10  | 10      | 18     | 38     |

  Nazione ospitante ( Italia) 

## Risultati[3]
| Categoria                  | Oro                  | Argento           | Bronzo                              |
| Pesi mosca leggeri (kg 48) | Sevda Asenova        | Roberta Bonatti   | Petra Lastovkova Adriana Marcewska  |
| Pesi mosca (kg 51)         | Busenaz Cakiroglu    | Lise Sandebjer    | Gabriela Dimitrova Roberta Mostarda |
| Pesi gallo (kg 54)         | Michaela Walsh       | Azize Nimani      | Delphine Mancini Helena Envall      |
| Pesi piuma (kg 57)         | Alessia Mesiano      | Ornella Wahner    | Sara Beram Mona Mestiaen            |
| Pesi leggeri (kg 60)       | Mira Potkonen        | Kellie Harrington | Shona Whitwell Irma Testa           |
| Pesi superleggeri (kg 64)  | Yvonnebaek Rasmussen | Carmela Donniacuo | Paige Burney Joelle Seidou          |
| Pesi welter (kg 69)        | Nadine Apetz         | Hanna Solecka     | Grainne Walsh Monica Floridia       |
| Pesi medi (kg 75)          | Nouchka Fontijn      | Busenaz Sürmeneli | Natasha Gale Assunta Canfora        |
| Pesi mediomassimi (kg 81)  | Elif Guneri          | Eleni Michelekaki | Martina Labarbera                   |
| Pesi massimi (kg 81+)      | Demir Sennur         | Sylwia Kusiak     | Annalisa Ghilardi                   |